# Kuhs
Kuhs település Németországban, Mecklenburg-Elő-Pomeránia tartományban. Lakosainak száma 313 fő (2023. december 31.).

## Népesség
A település népességének változása:
| Lakosok száma | 307  | 318  | 313  | 308  | 305  | 313  |
|               | 2014 | 2017 | 2019 | 2021 | 2022 | 2023 |